# Блевио
Блевио (итал. Blevio) је насеље у Италији у округу Комо, региону Ломбардија.
Према процени из 2011. у насељу је живело 1182 становника. Насеље се налази на надморској висини од 264 м.

## Становништво
| 1931. | 1936. | 1951. | 1961. | 1971. | 1981. | 1991. | 2001. | 2011. |
| ----- | ----- | ----- | ----- | ----- | ----- | ----- | ----- | ----- |
| 1.180 | 1.209 | 1.581 | 1.873 | 1.666 | 1.432 | 1.323 | 1.221 | 1.185 |